# Nebelwerfer

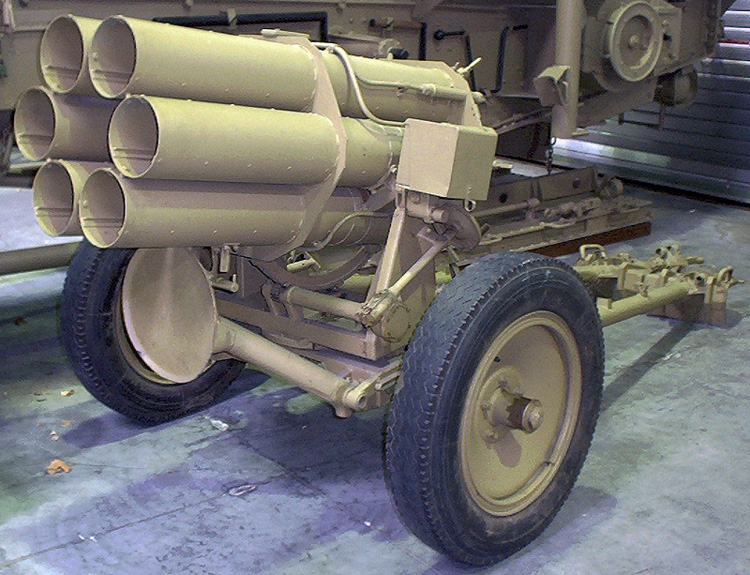
Un 15 cm Nebelwerfer 41 a sei canne.

I Nebelwerfer (accorciato NbW) sono una serie di lanciarazzi e mortai tedeschi della seconda guerra mondiale.

## Storia
Il trattato di Versailles impediva alla Germania di sviluppare artiglierie pesanti ma non prescriveva nulla riguardo ai razzi, che pure trovavano uso bellico già dal XIX secolo. Il Nebelwerfer, il cui sviluppo come sostituto dell'artiglieria cominciò nel 1931, fu un'ottima arma d'artiglieria del Terzo Reich. Il nome vuol dire lancia-fumogeni, in un tentativo di sviare i sospetti del nemico sul reale uso dell'arma. Il principale utilizzo era come pezzo che sparava munizioni chimiche, anche se munizionamento ad alto esplosivo era disponibile ed in alcuni casi (come nel 21 cm NbW 42) esclusivamente usato.

## Versioni
- 10 cm Nebelwerfer 35: un mortaio a canna singola, usato principalmente per munizioni chimiche[1]
- 10 cm Nebelwerfer 40: un mortaio a canna singola, di aspetto simile ad un obice, introdotto per avere una gittata maggiore del 10 cm NbW 35, che infatti risultò avere una gittata doppia (6000 m, invece che 3000), ma otto volte il peso e dieci volte il costo.[2]
- 15 cm Nebelwerfer 41: un lanciarazzi a sei canne con gittata di 6900 m, ne furono prodotti più di 6000[3]
- 28/32 cm Nebelwerfer 41: un razzo con due testate diverse, alto esplosivo (quello di 28 cm) ed incendiario (da 32 cm). Ogni razzo poteva essere sparato da una intelaiatura di vari materiali, tipo legno o metallo, e siccome i razzi non erano attaccati insieme, potevano essere montati e sparati in una grande varietà di modi, per esempio sullo "Stuka zu fuss" (cioè Stuka a piedi), uno Sd.Kfz. 251 con sei razzi per lato.[4]
- 21 cm Nebelwerfer 42: un lanciarazzi a cinque canne con gittata maggiore del 15 cm NbW 41 (7850 m) e di costruzione più semplice. Fu usato dal 1943 su aerei (il primo razzo montato su velivolo della Luftwaffe) per rompere le formazioni dette "a scatola da combattimento" dei bombardieri alleati, con questo uso era detto Werfer-Granate 21.[5]
- 30 cm Nebelwerfer 42: un lanciarazzi multiplo, progettato per avere una gittata maggiore del 28/32 cm Nebelwerfer 41[6]
- 8 cm Raketen-Vielfachwerfer: progetto delle Waffen-SS, che copiava il lanciarazzi Katjuša russo da 82 mm. Il complesso a ventiquattro rotaie poteva essere montato su vari veicoli, per esempio carri nemici catturati, ed era di semplice e poco costosa produzione, avendo il vantaggio aggiunto di poter usare munizioni nemiche catturate.[7]
- Panzerwerfer: un complesso di dieci tubi da 15 cm montato su semicingolati Sd.Kfz. 4, schwerer Wehrmachtschlepper, Somua MCG e Somua MCL.

## Galleria d'immagini

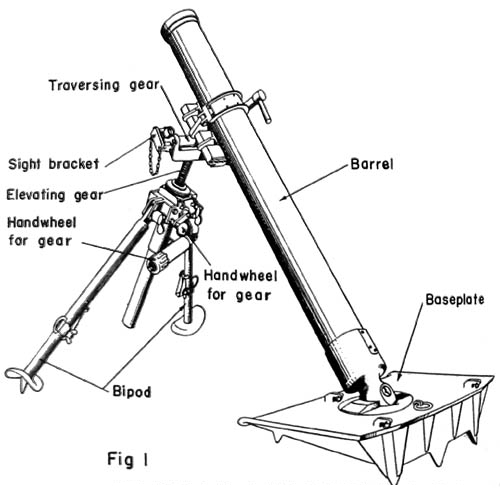
Un 10 cm Nebelwerfer 35
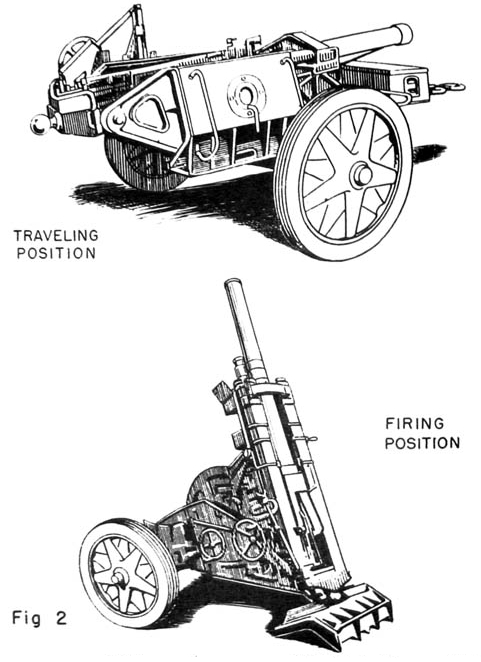
Il 10 cm Nebelwerfer 40
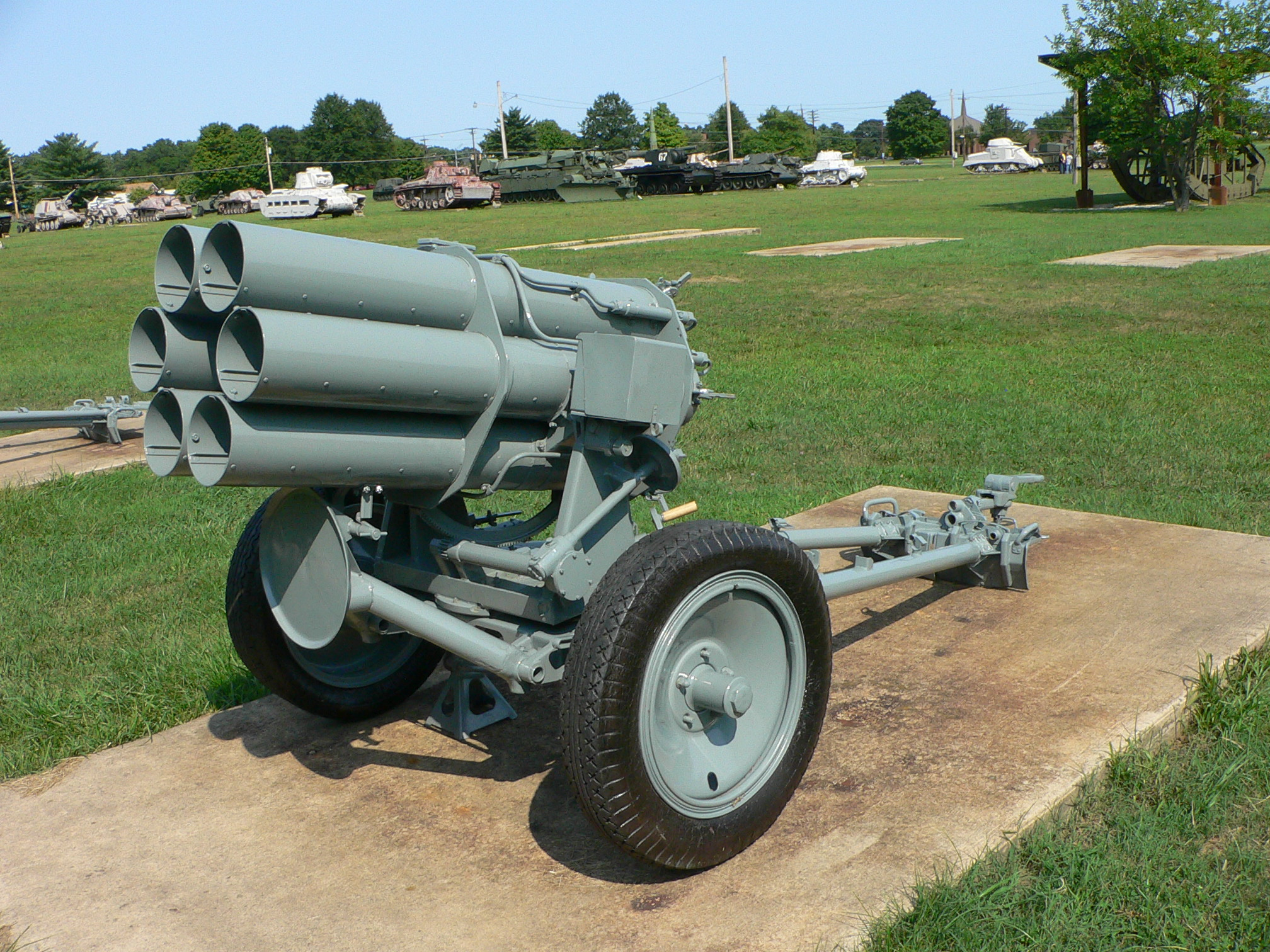
Il 15 cm Nebelwerfer 41
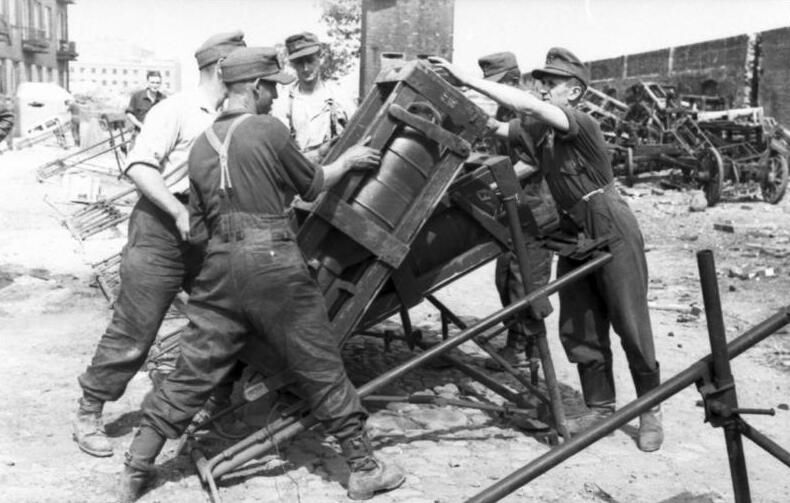
Preparazione di un 28/32 cm Nebelwerfer 41
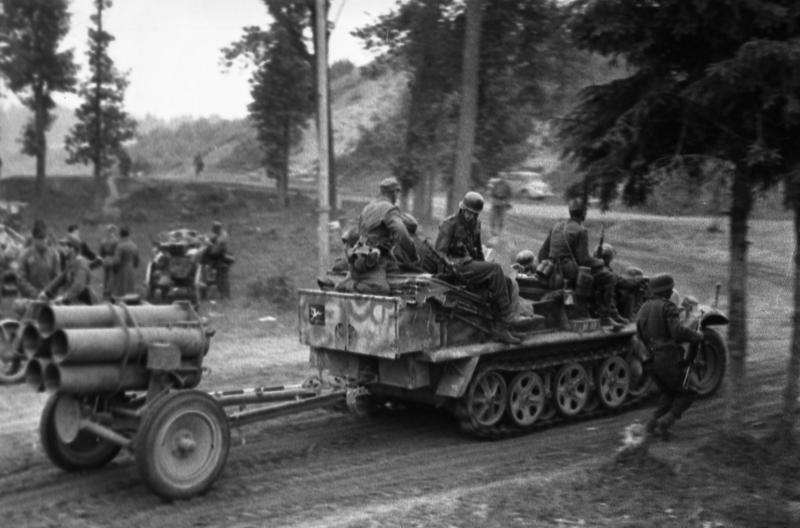
Il 21 cm Nebelwerfer 42
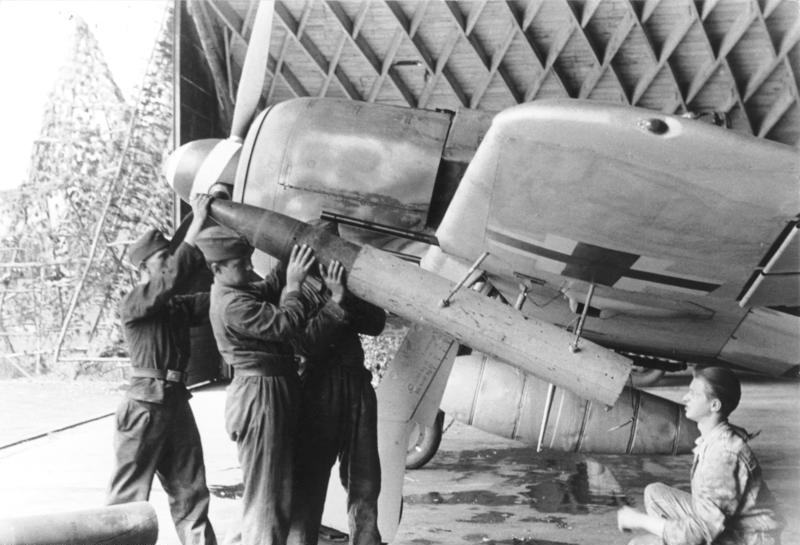
Un Werfer-Granate 21
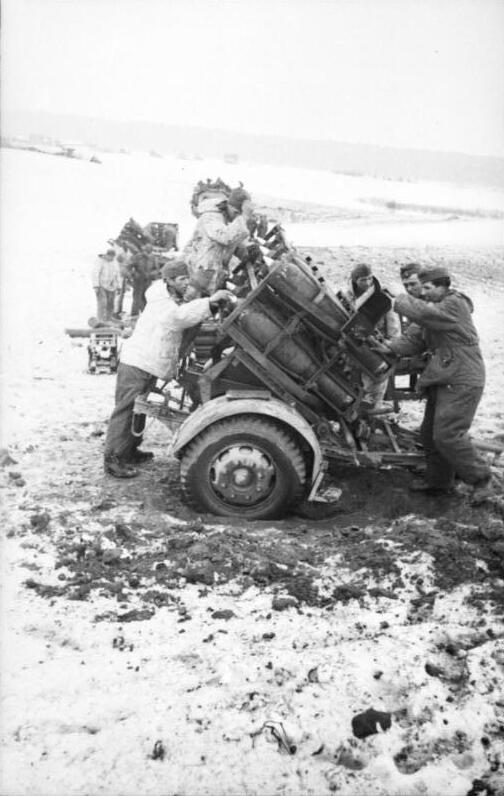
Un 30 cm Nebelwerfer 42
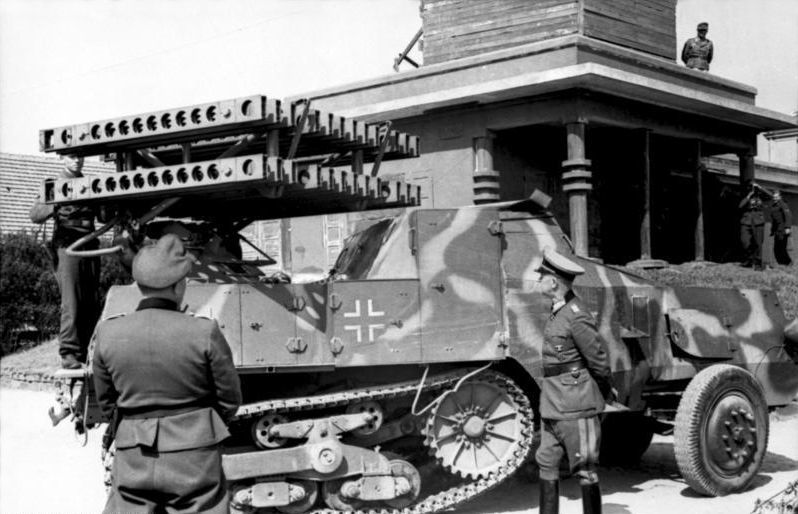
Un 8 cm Raketen-Vielfachwerfer montato su un Somua MCG (trattore d'artiglieria semicingolato francese)
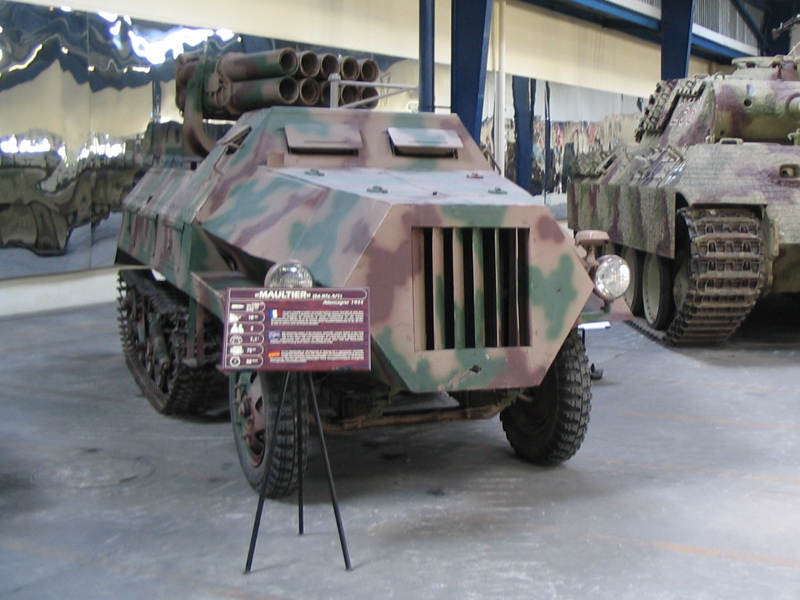
Un Panzerwerfer